# 公館凝灰岩

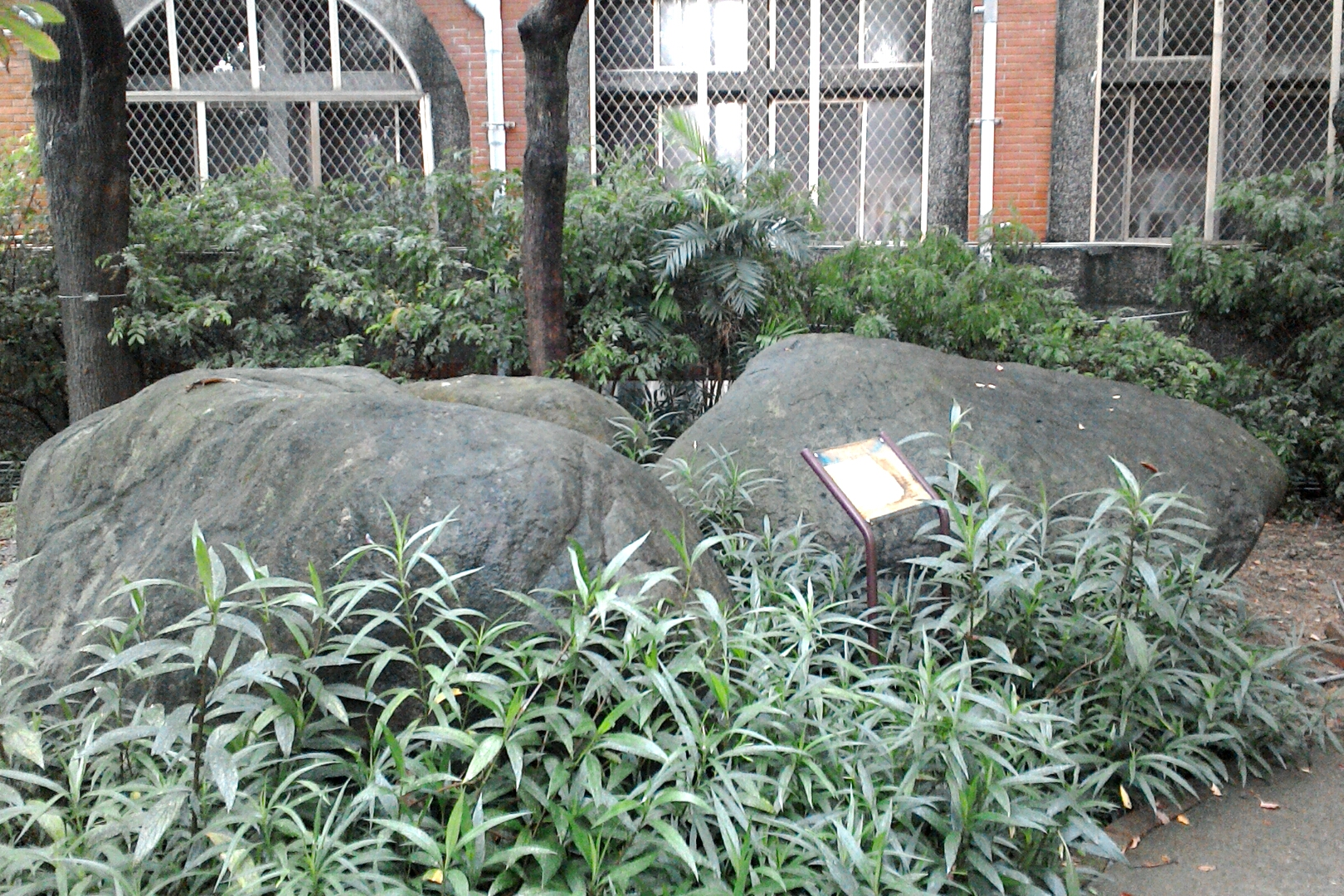
公館凝灰岩。

公館凝灰岩是分佈在臺灣北部的地層。臺大校總區所在的公館地區是此一地層的標準產地。1930年，市川雄一將其命名為公館凝灰岩。為距今2,000萬至2,300萬年前中新世海底火山噴發活動的產物。公館凝灰岩在各處的厚度變化很大，從幾公尺到200公尺或更厚的岩體都有。
台大尊賢會館與臺灣大學土地公廟旁的小徑上有陳列，該地原本是公館凝灰岩組成的小丘。

## 分布
公館凝灰岩主要分布在臺灣北部，從最北的基隆、萬里地區，向南到達桃園市的大漢溪、角板山一帶。桃園新竹交界之大漢溪之竹頭角河階以南就不曾發現，故竹頭角被視為公館凝灰岩之最南邊界。
公館凝灰岩露出最佳區域有四
- 基隆內湖一帶
- 南港深坑一帶(公館至六張犁)
- 鶯歌樹林一帶(山子腳)
- 中和土城一帶(清水坑)

## 外部連結
- 《公館凝灰岩》國立自然科學博物館-數位典藏國家型科技計畫  （页面存档备份，存于）